# Сага об Эрикезе
Са́га об Эрике́зе (Эрекозе) — цикл произведений Майкла Муркока, написанных в жанре фэнтези.

## Сюжет
Герой этого цикла — землянин Джон Дейкер. Однажды он начинает видеть сны о другом мире. Перенесясь туда, он оказывается в теле Эрикезе (англ. Erekosë, др. перевод Эрекозе).
Эрикезе не самый популярный герой Муркока. Однако он единственный, кто помнит о своих других реинкарнациях. Он является Вечным Воителем. В мире, куда он попадает, он предаёт свою расу и способствует её уничтожению. Память об этом, а также память о прошлых жизнях, не даёт ему покоя. Единственная цель его жизни — выполнить то, что предназначила ему судьба, после чего он сможет наконец обрести покой.
Впервые Эрикезе появился в двух романах, вышедших в 1970 году: «Вечный Воитель» и «Феникс в обсидиане». Оба романа написаны в жанре традиционной героической фэнтези — Вечный Воитель Эрикезе призван в другие миры совершать подвиги, их описания и составляют сюжет обоих романов.
Первоначально Муркок не планировал писать третий роман, завершающий историю Эрикезе — как он писал в предисловии к комиксу «Меч небес, цветы преисподней», из опасения скатиться в автопародию. Но впоследствии, работая над циклом «Семья фон Бек» (на германскую тематику) и будучи крайне заинтересован в истории Третьего рейха, Муркок изменил своё решение.
Третий роман об Эрикезе — «Дракон в мече» (1986 год) — качественно отличается от всех остальных книг, где появляется этот герой. Формально, по сюжету, это всё та же фэнтези: Эрикезе должен спасти мир от нашествия Хаоса и при этом помочь основанию Мелнибонэ. Но фактически в этом романе слишком много отсылок к циклу Муркока «Семья фон Бек» и реалиям Второй мировой войны (спутником Эрикезе является граф Эрих фон Бек; герои ищут Грааль, за которым также охотится и Гитлер), поэтому роман вышел весьма непохожим на все предыдущие книги из цикла об Эрикезе. Этот роман в 1987 году номинировался на премию «Локус» в номинации «Лучший роман фэнтези», но занял там только 17 место.
Также Эрикезе появляется в романе «В поисках Танелорна» (англ. «The Quest for Tanelorn», 1975 год), входящий в состав цикла «Хроники Хокмуна».
В 1979 году художник Говард П. Чайкин выпустил комикс «Меч небес, цветы преисподней» (англ. The Swords of Heaven, the Flowers of Hell), главным героем которого был Эрикезе. Предисловие к нему написал Муркок.
В 1996 году в антологии «Michael Moorcock’s Pawn of Chaos: Tales of the Eternal Champion» вышел рассказ Дина Андерсона «The War Skull of Hel», примыкающий к циклу.
Романы цикла неоднократно переиздавались на английском и были переведены на некоторые другие языки, включая русский.

## Произведения цикла
- «Вечный Воитель» (англ. The Eternal Champion, 1970 год).
- «Феникс в обсидиане» (англ. Phoenix in Obsidian, 1970 год), также выходил под названием «Серебряный воин» (англ. The Silver Warriors, 1970 год).
- «Меч небес, цветы преисподней» (англ. The Swords of Heaven, the Flowers of Hell (комикс, автор — Говард П. Чайкин, предисловие М. Муркока, 1979 год)
- «Дракон в мече» (англ. The Dragon in the Sword, 1986 год), на русском языке выходил под названием «Орден Тьмы».
- «The War Skull of Hel» (рассказ, автор — Дин Андерсон, 1996 год)

## Русскоязычные издания
Впервые роман цикла был опубликован на русском в 1991 году — в антологии «Англо-американская фантастика» был издан второй роман цикла — «Феникс в обсидиане» в переводе Н. Бабасяна. В этом переводе роман был переиздан в 1992 году. Первый же роман цикла, «Вечный Воитель», был выпущен только в 1992 году — в сборнике «Призрачный город» в переводе К. Королёва, вышедший в двух разных издательствах. В 1993 году оба романа были впервые изданы на русском языке под одной обложкой в серии «Fantasy» издательством «Северо-Запад» в сборнике «Вечный герой». Первый роман под названием «Вечный Герой» был переведён И. Тогоевой, второй под названием «Феникс в обсидиановой стране» — И. Даниловым. Также оба романа под одной обложкой издавались в 2001 году в серии «Сага о Вечном Воителе» издательств «Эксмо» и «Terra Fantastica». Первый роман был опубликован в переводе Н. Н. Михайлова, второй — Н. Бабасяна.
В 1999 году издательство «Северо-Запад» в возрождённой серии «Fantasy» выпустило и третий роман цикла под названием «Орден Тьмы».